# Ближнее Стояново
Ближнее Стояново — хутор в Острогожском районе Воронежской области.
Входит в состав Гниловского сельского поселения.

## География

### Улицы
- пер. Луговой
- ул. Курганная
- ул. Луговая
- ул. Майская
- ул. Полевая
- ул. Свободы
- ул. Степная
- ул. Тенистая
- ул. Центральная

## История
Появление этого населенного пункта относится к третьей четверти XVII века. Известно, что почти одновременно с основанием города-крепости Острогожск на месте нынешнего Ближнего Стояново был построен остро́жек для сторожевых отрядов, наблюдавших за степью. В 1767 году в новом поселении было уже 15 дворов и около 100 жителей. В 1670-х годах здесь стали оседать степные калмыки и татары. В 1878 году, в хуторе Ближне-Стояново было 745 жителей, в том числе 365 мужчин и 380 женщин и входил он в состав Гниловской волости. 

## Население
| 1859 | 1897 | 2000 | 2005 | 2010 |
| ---- | ---- | ---- | ---- | ---- |
| 770  | ↗839 | ↘641 | ↘621 | ↘580 |